# Mátrix logaritmusa

## Definíció
A B mátrix egy adott A mátrix logaritmusa ha B exponenciálisa A-nak:
{\displaystyle e^{B}=A.\,}

### Példa: síkban való forgatás mátrixának logaritmusa
A síkban való forgatás egy nagyon egyszerű példát ad. A síkban az origó körüli α szöggel való forgatást egy 2×2-es mátrix reprezentál:
{\displaystyle A={\begin{pmatrix}\cos(\alpha )&\sin(\alpha )\\-\sin(\alpha )&\cos(\alpha )\\\end{pmatrix}}.}
Bármely n egész számra, a mátrix
{\displaystyle B_{n}=(\alpha +2\pi n){\begin{pmatrix}0&1\\-1&0\\\end{pmatrix}},}
logaritmusa A-nak. Így az A mátrixnak végtelen sok logaritmusa létezik. Ez megfelel annak, hogy a forgatási szög megegyezik a 2π egy egész számszorosával megnövelt értékével.
A Lie-csoportok nyelvén az A forgatómátrixok az SO(2) csoport elemei. A megfelelő B logaritmusok az so(2) Lie-algebra elemei, ami a ferdén szimmetrikus mátrixokból áll.
Az
{\displaystyle {\begin{pmatrix}0&1\\-1&0\\\end{pmatrix}}}
mátrix az so(2) Lie-algebra generátora.

### További példa: forgatás logaritmusa a 3 dimenziós térben
Egy {\displaystyle R\in {\rm {SO(3)}}} forgatás egy 3x3 ortogonális mátrixszal adható meg a háromdimenziós térben.
Az R forgatómátrix a Rodrigues-féle forgatási formula segítségével számítható ki:
{\displaystyle \ln(R)=\left\{{\begin{matrix}0,&\mathrm {ha} &\;\theta =0\\{\frac {\theta }{2\sin(\theta )}}(R-R^{T}),&\mathrm {ha} &\theta \in (-\pi ,\pi )\setminus \{0\}\end{matrix}}\right.}
Kivéve, ha R-nek -1 az összes sajátértéke, amikor is a logaritmus nem egyértelmű. Éppen ebben az esetben {\displaystyle \theta =\pi } a logaritmus Frobenius-normája:
{\displaystyle \|\ln(R)\|_{F}={\sqrt {2}}|\theta |}
Jegyezzzük még meg, hogy az A és a B forgatómátrixokra:
{\displaystyle d_{g}(A,B):=\|\log(A^{T}B)\|_{F}}
a geodetikus távolság a forgatómátrixok háromdimenziós sokaságában.

## Létezés és főérték
A komplex mátrixokról könnyen eldönthető, hogy van-e logaritmusuk. Egy komplex mátrixnak akkor és csak akkor van logaritmusa, ha invertálható. A mátrix logaritmusa nem egyértelmű, de ha a mátrixnak nincsenek nempozitív valós sajátértékei, akkor egyértelműen van olyan logaritmusa, aminek a sajátértékei a {z ∈ C | −π < Im z < π} sávba esnek. Ez a logaritmus principális logaritmusként ismert.
A valós mátrixok körében a válasz bonyolultabb. Egy valós mátrix akkor és csak akkor logaritmálható, ha invertálható, és a negatív sajátértékeihez tartozó Jordan-blokkok páros számszor fordulnak elő. Ha egy invertálható mátrix nem tesz eleget ennek a feltételnek, akkor csak komplex logaritmusai vannak. Ez már az egydimenziós mátrixok körében látható: -1-nek csak komplex logaritmusa van.
A komplex elemű mátrixok principális logaritmusa a Cauchy-formula általánosítása alapján előállítható körintegrál segítségével:
{\displaystyle \mathrm {ln} (A)={\frac {1}{2\pi i}}\oint \limits _{\Gamma }\mathrm {ln} (z)(zI-A)^{-1}\,\mathrm {d} z,\quad \quad \sigma (A)\subseteq T}
ahol z {\displaystyle \mapsto } ln(z) a komplex logaritmus főértéke, Γ pedig a T egyszeresen összefüggő tartomány határa, mely tartomány nem tartalmazza az origót. A formula lényeges feltétele, hogy A spektruma (itt: σ(A) ) része legyen T-nek.

## Tulajdonságok
Ha A és B pozitív definit mátrixok, és felcserélhetők, azaz
AB = BA, akkor
{\displaystyle AB=e^{\ln(A)+\ln(B)}.\,}
Minden A invertálható mátrixra
{\displaystyle A^{-1}=e^{-\ln(A)}.\,}

## Diagonalizálható mátrixok
Az A diagonalizálható mátrixhoz így lehet logaritmust találni:
- Előállítjuk az A mátrix sajátvektoraiból a V mátrixot.
- Invertáljuk V-t.
- Kiszámítjuk az {\displaystyle A'=V^{-1}AV.\,} mátrixot. Ez egy átlós mátrix, amiben A sajátértékei szerepelnek.
- {\displaystyle \ln A'} az a mátrix, aminek főátlóján A' sajátértékeinek logaritmusa áll.
- Ekkor {\displaystyle \ln A=V(\ln A')V^{-1}.\,}

Előfordulhat, hogy az A mátrix valós, és logaritmusa nem valós komplex. Ez azért lehetséges, mert egy csupa pozitív számokat tartalmazó mátrix sajátértékei negatívak is lehetnek, vagy lehetnek nem valós konjugált sajátértékpárjai is. Ilyenek például a forgatómátrixok. A mátrixlogaritmus többértékűsége a komplex logaritmus többértékűségéből ered.

## Nem-diagonalizálható mátrixok logaritmusa
A fent vázolt módszer nem működik nem diagonalizálható mátrixokra, mint amilyen például a
{\displaystyle {\begin{bmatrix}1&1\\0&1\end{bmatrix}}.}
Ezeket a mátrixokat is könnyebb Jordan-normálalakban logaritmálni. Ehhez a mátrixot Jordan-normálalakra kell hozni, és az egyes Jordan-blokkokat logaritmálni.
Ehhez figyelembe kell venni, hogy nem diagonalizálható esetben így néz ki a Jordan-blokk:
{\displaystyle B={\begin{pmatrix}\lambda &1&0&0&\cdots &0\\0&\lambda &1&0&\cdots &0\\0&0&\lambda &1&\cdots &0\\\vdots &\vdots &\vdots &\ddots &\ddots &\vdots \\0&0&0&0&\lambda &1\\0&0&0&0&0&\lambda \\\end{pmatrix}}=\lambda {\begin{pmatrix}1&\lambda ^{-1}&0&0&\cdots &0\\0&1&\lambda ^{-1}&0&\cdots &0\\0&0&1&\lambda ^{-1}&\cdots &0\\\vdots &\vdots &\vdots &\ddots &\ddots &\vdots \\0&0&0&0&1&\lambda ^{-1}\\0&0&0&0&0&1\\\end{pmatrix}}=\lambda (I+N)}
ahol N olyan mátrix, aminek nullák vannak a főátlóján és az alatt. A λ szám nem nulla, ha a logaritmálandó mátrix invertálható.
Ekkor ezzel a formulával
{\displaystyle \ln(1+x)=x-{\frac {x^{2}}{2}}+{\frac {x^{3}}{3}}-{\frac {x^{4}}{4}}+\cdots }
kapható
{\displaystyle \ln B=\ln {\big (}\lambda (I+N){\big )}=\ln(\lambda I)+\ln(I+N)=(\ln \lambda )I+N-{\frac {N^{2}}{2}}+{\frac {N^{3}}{3}}-{\frac {N^{4}}{4}}+\cdots }
Ez a sorozat nem konvergál általában, ahogy az egynél nagyobb abszolút értékű számokra sem konvergál. De N nilpotens mátrix (Nm nullmátrix, ha N mérete m), ezért a sor véges összeg.
Ezt felhasználva
{\displaystyle \ln {\begin{bmatrix}1&1\\0&1\end{bmatrix}}={\begin{bmatrix}0&1\\0&0\end{bmatrix}}.}

## Mátrixlogaritmus a funkcionálanalízisben
Egy négyzetes mátrix lineáris operátor az Rn valós euklideszi térben, ahol n a mátrix oszlopainak/sorainak száma. Mivel ez a tér véges dimenziós, ez az operátor korlátos. Véges dimenziókban szokás a lineáris operátort lineáris transzformációnak nevezni.
A komplex függvénytan eszközeivel a komplex számsík egy nyílt részhalmazán definiált f(z) reguláris függvény értelmezhető a T korlátos lineáris operátoron, ha f(z) értelmezve van T spektrumán. Ez véges dimenzióban a lineáris transzformáció sajátértékeit jelenti.
Az f(z)=ln z függvény a komplex számsík minden olyan egyszeresen összefüggő tartományán értelmezhető, ami nem tartalmazza az origót. Az így értelmezett logaritmusfüggvény reguláris ezen a tartományon. Ebből következik, hogy ln T értelmezhető minden olyan lineáris operátorra, aminek a spektrumában nincs nulla, és van egy folytonos út, ami az origóból indulva a végtelenbe megy, és nem metszi T spektrumát. Például, ha a T végtelen dimenziós lineáris operátor spektruma tartalmazza az origó körüli egységkört, akkor nem logaritmálható.
Véges dimenzióban egy lineáris transzformáció spektruma sajátértékeinek halmaza. Ez ugyanaz, mint mátrixának sajátértékeinek halmaza. Ez véges, így a transzformációnak véges sok sajátértéke van. Ha a mátrixnak nincs nulla sajátértéke, akkor az útfeltétel teljesül, és a fenti meggondolások alapján ln T jóldefiniált.
A mátrixlogaritmus többértékűsége a komplex függvénytani meggondolásokból adódik, mert a logaritmus halmazfüggvényként értelmezhető. Más reguláris ágat véve a mátrix egy másik logaritmusát kapjuk.

## Logaritmus függvény a Lie-csoportok elméletében
A Lie-csoportok elméletében van egy exponenciális leképezés, mely a G Lie-csoport {\displaystyle \scriptstyle {\mathfrak {g}}} Lie-algebrájából G-be képez:
{\displaystyle \exp :{\mathfrak {g}}\rightarrow G.}
Olyan Lie-csoportoknál, melyek mátrixcsoportok az exponenciális leképezés a mátrix exponenciálisa. Ez az eset elég gyakori, hisz a Peter–Weyl-tétel egy következményeként kompakt Lie-csoport izomorf alkalmas n-re az n × n-es unitér mátrixok egy részcsoportjával. Ekkor mind G mind {\displaystyle \scriptstyle {\mathfrak {g}}} elemei mátrixok és az exponenciális függvény az additív mátrixcsoportból egy multiplikatív mátrixcsoportba képez. Az inverz {\displaystyle \log =\exp ^{-1}} leképezés többértékű (a többértékű komplex leképezések értelmében) és megegyezik az itt tárgyalt mátrixlogaritmussal. Világos, hogy a logaritmus a G Lie-csoport egységet tartalmazó komponenséből a {\displaystyle \scriptstyle {\mathfrak {g}}} Lie-algebrába képez.
Az exponenciális leképezés diffeomorfizmus a nullmátrix U környezete és az egységmátrix V környezete között. Ekkor a mátrixlogaritmus jóldefiniált:
{\displaystyle \log :V\rightarrow U\subset {\mathfrak {g}}}.

## A 2 x 2-es eset
Ha egy 2 x 2-es valós mátrix determinánsa negatív, akkor a mátrixnak nincs valós logaritmusa.
Egy 2 x 2-es valós mátrix tekinthető a következő komplex számok valamelyikének: z = x + εy, ahol ε2=-1,0,+1. Ez a z a teljes mátrixgyűrű komplex alterének egy pontja.
A determináns csak akkor lehet negatív, ha {\displaystyle \epsilon ^{2}=+1}. Ez egy felvágott komplex számsík. Ennek a síknak csak egy negyede része az exponenciális értékkészletének, így csak ezen a kvadránson értelmezhető a logaritmus. A másik három síknegyed ennek transzformáltja, amik az ε és a -1 által generált Klein-csoporttal vihetők át egymásba.
Példaként legyen a = ln 2, ekkor cosh a = 5/4 és sinh a = 3/4.
Mátrixoknál ez az alábbit jelenti:
{\displaystyle \exp {\begin{pmatrix}0&a\\a&0\end{pmatrix}}={\begin{pmatrix}\cosh a&\sinh a\\\cosh a&\sinh a\end{pmatrix}}={\begin{pmatrix}1.25&.75\\.75&1.25\end{pmatrix}}}.
Így az utóbbi mátrix logaritmusa:
{\displaystyle {\begin{pmatrix}0&\ln 2\\\ln 2&0\end{pmatrix}}}.
Mátrixok, melyeknek nincs logaritmusuk:
{\displaystyle {\begin{pmatrix}3/4&5/4\\5/4&3/4\end{pmatrix}},\ {\begin{pmatrix}-3/4&-5/4\\-5/4&3/4\end{pmatrix}},\ {\begin{pmatrix}-5/4&-3/4\\-3/4&-5/4\end{pmatrix}}}.
Ezek a fenti logaritmálható mátrix transzformáltjai az előbbi Klein-csoport hatása szerint. Ebben a hatásban az egyik oldalról az egyik csoportelem hat, a másik oldalról pedig az inverze. Úgy néz ki, mintha ezeket a csoportelemeket két oldalról szoroznánk a mátrixszal, de ez megtévesztő, mert transzformációt nem szorzunk mátrixszal. Nem feltétlenül van egy 2 x 2-es mátrixnak logaritmusa, de a Klein-csoport egyik elemével átvihető az egy olyan mátrixba, ami logaritmálható.
Egy gazdagabb példához induljunk ki a (p,q,r) pitagoraszi számhármasból, és legyen a = ln(p + r) ‒ ln q. Ekkor
{\displaystyle e^{a}={\frac {p+r}{q}}=\cosh a+\sinh a}.
Most
{\displaystyle \exp {\begin{pmatrix}0&a\\a&0\end{pmatrix}}={\begin{pmatrix}r/q&p/q\\p/q&r/q\end{pmatrix}}}.
Ezért a
{\displaystyle {\tfrac {1}{q}}{\begin{pmatrix}r&p\\p&r\end{pmatrix}}}
mátrixnak van logaritmusa:
{\displaystyle {\begin{pmatrix}0&a\\a&0\end{pmatrix}}}
ahol {\displaystyle a=\ln(p+q)-\ln q}.

## Lásd még
- Mátrix (matematika)
- Hermitikus mátrix
- Jordan-féle normálforma